# Antoine Laganière
Antoine Laganière (* 5. Juli 1990 in L’Île-Cadieux, Québec) ist ein ehemaliger kanadischer Eishockeyspieler, der im Verlauf seiner aktiven Karriere zwischen 2009 und 2021 unter anderem 136 Spiele für die Straubing Tigers in der Deutschen Eishockey Liga (DEL) auf der Position des Stürmers bestritten hat. Darüber hinaus absolvierte Laganière annähernd 300 weitere Partien in der American Hockey League (AHL).

## Karriere
Laganière begann das Eishockeyspielen im Verein der Stadt Châteauguay nahe seiner Heimat. Im Alter von 17 Jahren spielte er erstmals in den Vereinigten Staaten für seine dortige Schulmannschaft, die Deerfield Academy. Ab 2009 studierte der Kanadier Wirtschaftswissenschaft an der Yale University und stand für die dortige Eishockeymannschaft, die Yale Bulldogs, auf dem Eis. In seinem letzten Jahr an der Universität gewann Laganière mit seinem Team die erste Meisterschaft der Yale University in der National Collegiate Athletic Association (NCAA).
Zur Saison 2013/14 unterschrieb der junge Stürmer seinen ersten Profivertrag bei den Norfolk Admirals aus der American Hockey League (AHL). Für das Farmteam der Anaheim Ducks aus der National Hockey League (NHL) spielte der Franko-Kanadier insgesamt vier Jahre, wobei er zur Saison 2015/16 aufgrund einer Umstrukturierung der Liga zusammen mit dem Franchise nach San Diego zog. Seine erste Station in Europa war im Jahr 2017 der Porin Ässät aus der finnischen Liiga, wobei der Linksschütze nach einer Saison in Finnland von den Straubing Tigers aus der Deutschen Eishockey Liga (DEL) verpflichtet wurde. Bei dem Team aus Niederbayern blieb Laganière für insgesamt drei Spielzeiten. Im Jahr 2021 beendete der 31-Jährige seine Karriere als Eishockeyspieler.

## Erfolge und Auszeichnungen
- 2013 NCAA-Division-I-Championship mit der Yale University
- 2013 All-Ivy League Second Team

## Karrierestatistik
(Legende zur Spielerstatistik: Sp oder GP = absolvierte Spiele; T oder G = erzielte Tore; V oder A = erzielte Assists; Pkt oder Pts = erzielte Scorerpunkte; SM oder PIM = erhaltene Strafminuten; +/− = Plus/Minus-Bilanz; PP = erzielte Überzahltore; SH = erzielte Unterzahltore; GW = erzielte Siegtore; 1 Play-downs/Relegation; Kursiv: Statistik nicht vollständig)